# Rhescyntis
Rhescyntis is een geslacht van vlinders van de familie nachtpauwogen (Saturniidae), uit de onderfamilie Arsenurinae.

## Soorten
- R. colombiana Bouvier, 1927
- R. descimoni Lemaire, 1975
- R. gigantea Bouvier, 1930
- R. hermes (Rothschild, 1907)
- R. hippodamia (Cramer, 1777)
- R. martii Perty, 1834
- R. norax Druce, 1897
- R. pseudomartii Lemaire, 1976
- R. reducta Becker & Camargo, 2001